# Robert James Shuttleworth
Robert James Shuttleworth, född i februari 1810 i Dawlish, England, död 18 april 1874 i Hyères, Frankrike, var en engelsk botaniker och malakolog.
Auktorsnamnet Shuttlew. kan användas för Robert James Shuttleworth i samband med ett vetenskapligt namn inom botaniken; se Wikipediaartiklar som länkar till auktorsnamnet.
Han använde samma beteckning i zoologiska alster, trots att normalt hela efternamnet skrivs ut som auktorsnamn inom zoologin.